# Topola, Srbija
Topola je mjesto (grad) u Republici Srbiji. Prostire se u podnožju brda Oplenca na 80 km od Beograda, 42 km od Kragujevca, 40 km od Gornjeg Milanovca i 12 km od Aranđelovca. Okružena je dolinom Kamenice, dolinom Jasenice, Oplencem i njegovom listopadno - četinarskom šumom. U gradu s nadmorskom visinom od oko 250 m vlada umjereno-kontinentalna klima s prosječnom temperaturom od 11 °C.

## Etimologija
Topola se po prvi put spominje kao naselje za vrijeme austrijske okupacije sjeverne Srbije (1717. – 1739.). U popisu pograničnih nahija Srbije poslije požarevačkog mira (1717. god.) nalazila se u kragujevačkom distriktu pod imenom Dopala. Topola se zvala prvobitno selo Kamenica zbog istoimene rječice. Na samom putu ka Beogradu, kod mjesta zvanog Krečane, bilo je jedno drvo topole, i tu su kiridžije zaustavljale, odmarale i dogovarale za sastanke "kod topole". Tako je staro ime sela Kamenice zamenjeno novim - Topola.